# 아산 영인오층석탑
영인오층석탑(靈仁五層石塔)은 대한민국 충청남도 아산시 영인면에 있는 오층석탑이다. 1984년 5월 17일 충청남도의 문화재자료 제239호로 지정되었다.

## 개요
아산 향교 근처 야산(충청남도 아산시 영인면 아산리 615)에 자리하고 있는 탑으로, 탑이 속해있던 절의 역사나 구체적인 유래는 전하지 않는다. 형태는 2층 기단(基壇) 위로 5층의 탑신(塔身)을 올리고 머리장식을 얹은 모습이다.
아래층 기단은 일부 파손되었으며 위층 기단은 윗면에 활짝 핀 연꽃무늬를 두었다. 탑신부는 몸돌과 지붕돌이 각각 딴돌로 이루어져 있다. 각 층의 몸돌에는 모서리마다 기둥 모양의 조각을 두었으며, 1층 몸돌 한 면에는 자물쇠 모양을 도드라지게 새겨 놓았다. 완만한 경사를 이루는 지붕돌은 네 귀퉁이가 살짝 위로 치켜올라가 경쾌하며, 밑면에 1·2층은 3단, 3·4·5층은 2단의 받침을 두었다. 꼭대기에는 노반(露盤:머리장식의 받침대) 위로 복발(覆鉢:엎은 그릇모양의 장식)만 남아 머리장식을 하고 있다.
위로 오를수록 줄어드는 비율이 적당하고, 일부 파손되긴 하였어도 전체적인 탑의 모습이 비교적 완전하다.

## 참고 자료
- 영인오층석탑 - 국가유산청 국가유산포털